# Kubanska rumba
Rumba je splošni izraz za družino tolkalnih ritmov, napisanih v 2/4 ali 4/4 taktu. Ti vzorci so sinkopirani s poudarkom na offbeat. Vezaji povezujejo note čez onbeat (normalno poudarjeno dobo). Ime je kot sopomenka za hiter kubanski plesni slog, ki je v zgodnjih 30. letih osvojil Združene države Amerike. V resnici se rumba (po špansko zabava) imenuje kubanski ljudski ples že od poznega 19. stoletja naprej.